# Martin Hagen (Politiker, 1981)

Martin Hagen im Plenarsaal des Bayerischen Landtags (2021)

Martin Hagen (* 7. Juli 1981 in La Spezia, Italien) ist ein deutscher Politiker. Von 2018 bis 2023 war er Abgeordneter und Fraktionsvorsitzender der FDP im Bayerischen Landtag. Von 2021 bis 2025 war er Vorsitzender der FDP Bayern und von 2019 bis 2025 Mitglied des FDP-Bundesvorstands. Er ist Geschäftsführer der Denkfabrik Republik21.

## Leben
Hagen wurde als Sohn deutscher Eltern in Italien geboren und wuchs im Landkreis Rosenheim auf. Er machte am Gymnasium Bad Aibling Abitur, studierte an der Ludwig-Maximilians-Universität München Politikwissenschaft, Wirtschaftsgeschichte und Psychologie und erwarb den akademischen Grad des Magister Artium (M.A.). Danach war er in einer Berliner Unternehmensberatung tätig, als Pressesprecher der bayerischen FDP-Landesgruppe im Deutschen Bundestag und als Hauptgeschäftsführer der bayerischen FDP. Im Jahr 2017 machte er sich als Strategie- und Kommunikationsberater selbständig. Seit April 2024 ist er Geschäftsführer der liberal-konservativen Denkfabrik Republik21.
Hagen ist Herausgeber des Buches Das neue Bayern – Warum unser Land ein Update braucht. Er war Mitglied im Kuratorium der Akademie für Politische Bildung und Botschafter der Stiftung für die Rechte zukünftiger Generationen. Das Wirtschaftsmagazin Capital zeichnete ihn 2018, 2019 und 2020 dreimal in Folge mit dem Titel „Junge Elite – Top 40 unter 40“ aus.
Im Jahr 2020 wurde Hagen ein bösartiger Tumor entfernt. Er war einige Jahre zuvor schon einmal an Krebs erkrankt.
Hagen lebt mit seiner Frau und zwei Töchtern in Baldham.

## Werdegang in der FDP
Martin Hagen trat 1998 den Jungen Liberalen (JuLis) und 2000 der FDP bei. Von 2004 bis 2006 war er Landesvorsitzender der JuLis Bayern, von 2006 bis 2008 stellvertretender Bezirksvorsitzender der FDP Oberbayern.
2018 wurde Hagen von den bayerischen FDP-Mitgliedern in einer Urwahl zum FDP-Spitzenkandidaten für die anstehende Landtagswahl gewählt. Am 12. März 2018 setzte er sich in einer Stichwahl mit 58,7 Prozent gegen Albert Duin durch. Auch bei der Landtagswahl 2023 in Bayern sowie der Bundestagswahl 2025 war Hagen Spitzenkandidat der bayerischen FDP.
Von 2019 bis 2025 war Hagen Mitglied des FDP-Bundesvorstands. Nach der Bundestagswahl 2021 war Hagen Teil der FDP-Delegation bei den Verhandlungen über eine Ampelkoalition im Bund.
Im November 2021 wurde Hagen mit 93,4 Prozent zum Landesvorsitzenden der FDP Bayern gewählt und zwei Jahre später in einer Kampfabstimmung gegen Albert Duin im Amt bestätigt. Gemeinsam mit Katja Hessel bildete er ab 2023 die erste Doppelspitze eines FDP-Landesverbandes. Beim Landesparteitag am 28. Juni 2025 kandidierte er nicht erneut für den Landesvorsitz.

## Abgeordnetentätigkeit
Martin Hagen war in der 18. Wahlperiode Mitglied des Bayerischen Landtags. Zur Landtagswahl in Bayern 2018 trat er als Direktkandidat im Stimmkreis Rosenheim-Ost an und konnte die FDP als Spitzenkandidat zurück in den Bayerischen Landtag führen. Dort wurde er zum Vorsitzenden der Fraktion der Freien Demokraten gewählt. Er vertrat seine Fraktion im Ausschuss für Verfassung, Recht, Parlamentsfragen und Integration. Des Weiteren war Hagen Mitglied der Richterinnen- und Richter-Wahl-Kommission und Mitglied der Datenschutzkommission.
Bei der Kommunalwahl am 15. März 2020 wurde Hagen in den Ebersberger Kreistag gewählt. Er gehörte dort der gemeinsamen Fraktion aus CSU und FDP an und vertrat sie im Ausschuss für Soziales, Familie, Bildung, Sport und Kultur. Ende des Jahres 2021 legte er sein Kreistagsmandat nieder. Im Juli 2022 rückte Hagen für Renate Will in den Gemeinderat von Vaterstetten nach.
Hagen war Mitglied der 17. Bundesversammlung.

## Politische Positionen und Initiativen
Martin Hagen plädiert für ein freiheitlich organisiertes Schulsystem, bei dem Selbstständige Schulen in öffentlicher und freier Trägerschaft miteinander im Wettbewerb stehen. Der Staat würde in diesem System Standards definieren und über Bildungsgutscheine die Finanzierung der Schulen sicherstellen. Um die Abhängigkeit des Bildungserfolgs von der sozialen Herkunft zu reduzieren, fordert Hagen unter anderem mehr Investitionen in frühkindliche Bildung, ein verpflichtendes Vorschuljahr und einen Rechtsanspruch auf einen Ganztagsschulplatz.
Angesichts des demografischen Wandels und des Fachkräftemangels brauche Bayern klare und zeitgemäße Regeln für Einwanderung und ein weltoffenes gesellschaftliches Klima, sagt Hagen. Für Geflüchtete fordert Hagen den Abbau rechtlicher Hürden in den Arbeitsmarkt, eine bessere Anerkennung ausländischer Berufsqualifikationen sowie die Möglichkeit eines „Spurwechsels“: Wer in Deutschland einen Arbeits- oder Ausbildungsplatz gefunden habe, solle hier bleiben dürfen.
Hagen ist ein dezidierter Befürworter des Freihandels und der Globalisierung.
Im Oktober 2019 startete Hagen eine Initiative zur Unterstützung ungewollt kinderloser Paare durch einen staatlichen Zuschuss zu den Kosten von Kinderwunschbehandlungen. Dabei machte Hagen nicht nur eine frühere Krebserkrankung öffentlich, sondern offenbarte auch, dass seine beiden Kinder durch künstliche Befruchtung auf die Welt kamen. Hagens Anliegen schlossen sich die regierenden Fraktionen von CSU und Freien Wählern an, ein entsprechender Antrag wurde im Dezember 2019 einstimmig vom Bayerischen Landtag beschlossen.
In der Corona-Krise kritisierte Hagen die aus seiner Sicht übertriebenen Freiheitseinschränkungen und warnte vor den Kollateralschäden einer Lockdown-Politik. Die Coronapolitik von Bayerns Ministerpräsident Markus Söder bezeichnete er als „autoritär“.
Im Juni 2022 kündigten Hagen und die FDP Bayern ein Volksbegehren zur Verkleinerung des Bayerischen Landtags an. Mehr Abgeordnete machten den politischen Betrieb nicht besser, sondern nur teurer, so Hagen.